# 117 TCN
Năm 117 TCN là một năm trong lịch Julius. 